# Aeschynomene rubrofarinacea
Aeschynomene rubrofarinacea là một loài thực vật có hoa trong họ Đậu. Loài này được (Taub.) F.White miêu tả khoa học đầu tiên.